# Henri Simons
Pour les articles homonymes, voir Simons.
Henri Simons est un homme politique belge, né à Bruxelles le 7 mars 1954 et ex-membre du parti Ecolo. Aujourd'hui, il anime le collectif pour l'écologie sociale au PS.
Assistant social, il a été animateur en maison de jeunes, avant de travailler pour l’association Food and Disarmament International (lutte contre la faim dans le monde) puis pour le MRAX (Mouvement contre le racisme, l'antisémitisme et la xénophobie).
En 1982, il rejoint le parti Ecolo créé deux ans plus tôt. En janvier 2007, il annonce son retrait du parti Ecolo. En mars 2007, il apparaît en tant qu'indépendant sur la liste PS pour les élections sénatoriales du 10 juin 2007.

## Carrière politique
- Conseiller communal à Koekelberg de 1983 à 1987
- Secrétaire fédéral et porte parole d’Ecolo en 1986 et 1987
- Député fédéral de 1987 à 1995 (dont la 47e législature de la Chambre des représentants)
- Chef de groupe Ecolo au parlement de la Communauté française de Belgique de 1991 à 1994
- Échevin à la Ville de Bruxelles, chargé de l’urbanisme, de la participation et de la coordination du logement de 1995 à 2001, puis premier échevin chargé de la culture, de l’urbanisme, de la protection du patrimoine et de la coordination au logement de 2001 à décembre 2006.

Depuis 2001, il préside l'association Asbl Atomium chargée de la rénovation du monument, puis de sa gestion. Il en est nommé administrateur-délégué le 20 octobre 2006. Depuis le premier décembre 2006, il est directeur de l'Asbl Atomium.